# Йохан I (Намюр)
Йохан I от Дампиер или Жан I (на немски: Johann I von Dampierre, * 1267, † 31 януари 1330) от рода Дампиер, е от 1305 до 1330 г. граф на Намюр.

## Биография
Той е син на Ги дьо Дампиер, граф на Фландрия и маркграф на Намюр († 1305), и Изабела Люксембургска († 1298), дъщеря на граф Хайнрих V от Люксембург († 1281).
През март 1297 г. родителите му го оставят да управлява Графство Намюр, но Ги дьо Дампиер съхранява титлата маркграф до своята смърт през 1305 г. От 1296 до 1298 г. Йохан I е затворен в Париж от крал Филип IV. След битки той побеждава през 1304 г. в битката при Mons-en-Pévèle. Мирният договор е подписан едва през 1307 г.
Той придружава император Хайнрих VII в неговия поход в Италия. През 1314 г. императорът му дава владението на Камбре.

## Фамилия
Първи брак: през 1308 г. с Маргарита дьо Клермон (* 1289, † 1309), дъщеря на граф Робер от Франция, и Беатрис от Бургундия, Dame de Bourbon; Маргарете умира след една година. Бракът е бездетен.
Втори брак: през 1309 г. с Мари д’Артуа (* 1291, † 1365), дъщеря на Филип д’Артуа (1269 – 1298), сеньор на Конша, и Бланка дьо Бретан (1270 – 1327). Техните деца са:
1. Йохан II († 1335), граф на Намюр
2. Ги II († 1336), граф на Намюр
3. Хайнрих († 1333), каноник
4. Бланш, Бланка († 1363); ∞ Магнус IV Ериксон, крал на Швеция и Норвегия († 1374)
5. Филип III, † 1337, граф на Намюр
6. Мария († 1357); ∞ I 1336 граф Хайнрих II фон Вианден, ∞ II 1342 Теобалд фон Бар († 1354), Seigneur de Pierrepont
7. Маргарете († 1383), монахиня в Петегхем
8. Вилхелм I Богатия († 1391), граф на Намюр; ∞ I Йохана от Хенегау († 1350), графиня на Соасон (Дом Авен); ∞ II Катарина от Савоя († 1388), дъщеря на Лудвиг II от Савоя-Вод, вдовица на Ацо Висконти и Раул II дьо Бриен
9. Роберт († 1391), Seigneur de Beaufort-sur-Meuse et de Renaix, маршал на Брабант; ∞ I Изабел от Хенегау († 1361), дъщеря на Вилхелм III, граф на Холандия и Хенегау; ∞ II Изабо дьо Мелун
10. Лудвиг († 1378/86), Seigneur de Peteghem et de Bailleul; ∞ 1365 Изабел († сл. 1396), Dame de Roucy, дъщеря и наследничка на Роберт II, граф на Roucy (Дом Pierrepont)
11. Елизабет (1340 – 1382), ∞ 1350 Рупрехт I Червения, курфюрст на Пфалц († 1390)